# Marina Stakusic
Marina Stakusic (Mississauga, 27 novembre 2004) è una tennista canadese.

## Carriera
Marina Stakusic ha vinto 3 titoli in singolare e 1 titolo in doppio nel circuito ITF in carriera. Il 28 ottobre 2024 ha raggiunto il best ranking in singolare alla 116ª posizione mondiale, mentre il 14 agosto 2023 ha raggiunto in doppio la 448ª posizione mondiale.
É la sorella del tennista canadese Marko Stakusic.
Ha fatto il suo debutto nel circuito maggiore al Championnats Banque Nationale de Granby 2022, dove è riuscita a superare le qualificazioni. Nel suo primo tabellone principale, ha sconfitta l'australiana Jaimee Fourlis in tre set, per poi cedere al turno successivo all'ucraina Marta Kostjuk. Partecipa anche nel doppio grazie ad una wildcard, dove in coppia con la connazionale Cadence Brace vengono sconfitte dalle terze teste di serie Nadiia Kičenok e Tereza Mihalíková.
Ha fatto il suo debutto per la squadra canadese di Fed Cup durante la finale del Billie Jean King Cup 2023: grazie ai successi in singolare sulla top-200 Masarova (6-3 6-1) e sulla polacca Fręch (4-6 7-5 6-3), aiuta la sua nazionale a qualificarsi per la semifinale, la prima per il Canada dal 1988. Nella semifinale, nonostante la sua sconfitta contro la n°10 del mondo Barbora Krejčíková, le nordamericane riescono comunque ad avere la meglio della Repubblica Ceca (2-1), giungendo in finale per la prima volta nella storia della competizione. In finale, Stakusic viene schierata nel primo singolare contro Martina Trevisan, n°43 del mondo: contro-pronostico, la canadese batte l'avversaria per 7-5 6-3, portando la propria nazionale in vantaggio e conquistando la sua prima vittoria in carriera contestualmente su una top-100 e su una top-50. Grazie alla successiva vittoria di Fernandez ai danni di Paolini, il Canada conquista il suo primo trionfo nella competizione.

## Circuito WTA 125

### Singolare

#### Vittorie (1)
| N. | Data            | Torneo                   | Superficie | Avversaria in finale | Punteggio     |
| 1. | 26 ottobre 2024 | Abierto Tampico, Tampico | Cemento    | Anna Blinkova        | 6-4, 2-6, 6-4 |

## Statistiche ITF

### Singolare

#### Vittorie (3)
| Torneo $100.000 (0) |
| Torneo $80.000 (0)  |
| Torneo $60.000 (2)  |
| Torneo $40.000 (0)  |
| Torneo $25.000 (1)  |
| Torneo $15.000 (0)  |

| N. | Data              | Torneo                                   | Superficie  | Avversaria in finale | Punteggio     |
| 1. | 3 settembre 2023  | Femenino Valladolid Open, Valladolid     | Cemento     | Hanna Kubarava       | 3-6, 7-5, 6-3 |
| 2. | 24 settembre 2023 | Berkeley Tennis Club Challenge, Berkeley | Cemento     | Allie Kiick          | 6-3, 6-4      |
| 3. | 29 ottobre 2023   | Tevlin Women's Challenger, Toronto       | Cemento (i) | Jana Fett            | 3-6, 7-5, 6-3 |

### Doppio

#### Vittorie (1)
| Torneo $100.000 (0) |
| Torneo $80.000 (0)  |
| Torneo $60.000 (0)  |
| Torneo $40.000 (0)  |
| Torneo $25.000 (1)  |
| Torneo $15.000 (0)  |

| N. | Data           | Torneo                          | Superficie | Compagna    | Avversarie in finale          | Punteggio   |
| 1. | 23 luglio 2022 | Saskatoon Challenger, Saskatoon | Cemento    | Kayla Cross | Kendra Bunch Katarina Kozarov | 6-3, 7-6(4) |

#### Sconfitte (1)
| Torneo $100.000 (0) |
| Torneo $80.000 (0)  |
| Torneo $60.000 (1)  |
| Torneo $40.000 (0)  |
| Torneo $25.000 (0)  |
| Torneo $15.000 (0)  |

| N. | Data             | Torneo                                    | Superficie  | Compagna    | Avversarie in finale                  | Punteggio   |
| 1. | 12 novembre 2022 | Calgary National Bank Challenger, Calgary | Cemento (i) | Kayla Cross | Catherine Harrison Sabrina Santamaria | 6(2)-7, 4-6 |

## Billie Jean King Cup

### Vittorie (1)
| N. | Data             | Torneo                         | Superficie  | Compagne                                                            | Avversarie in finale                                                                       | Punteggio |
| 1. | 12 novembre 2023 | Billie Jean King Cup, Siviglia | Cemento (i) | Leylah Fernandez Rebecca Marino Eugenie Bouchard Gabriela Dabrowski | Jasmine Paolini Martina Trevisan Elisabetta Cocciaretto Lucia Bronzetti Lucrezia Stefanini | 2-0       |